# ريبيكا برستون
ريبيكا برستون (بالإنجليزية: Rebecca Preston)‏ هي تريثلت أسترالية، ولدت في 4 سبتمبر 1979.

## وصلات خارجية
- ريبيكا برستون على موقع اتحاد الترياتلون الدولي (الإنجليزية)